# Xanthorhoe spadicearia
Xanthorhoe spadicearia là một loài bướm đêm thuộc chi Xanthorhoe trong họ Geometridae.

## Hình ảnh

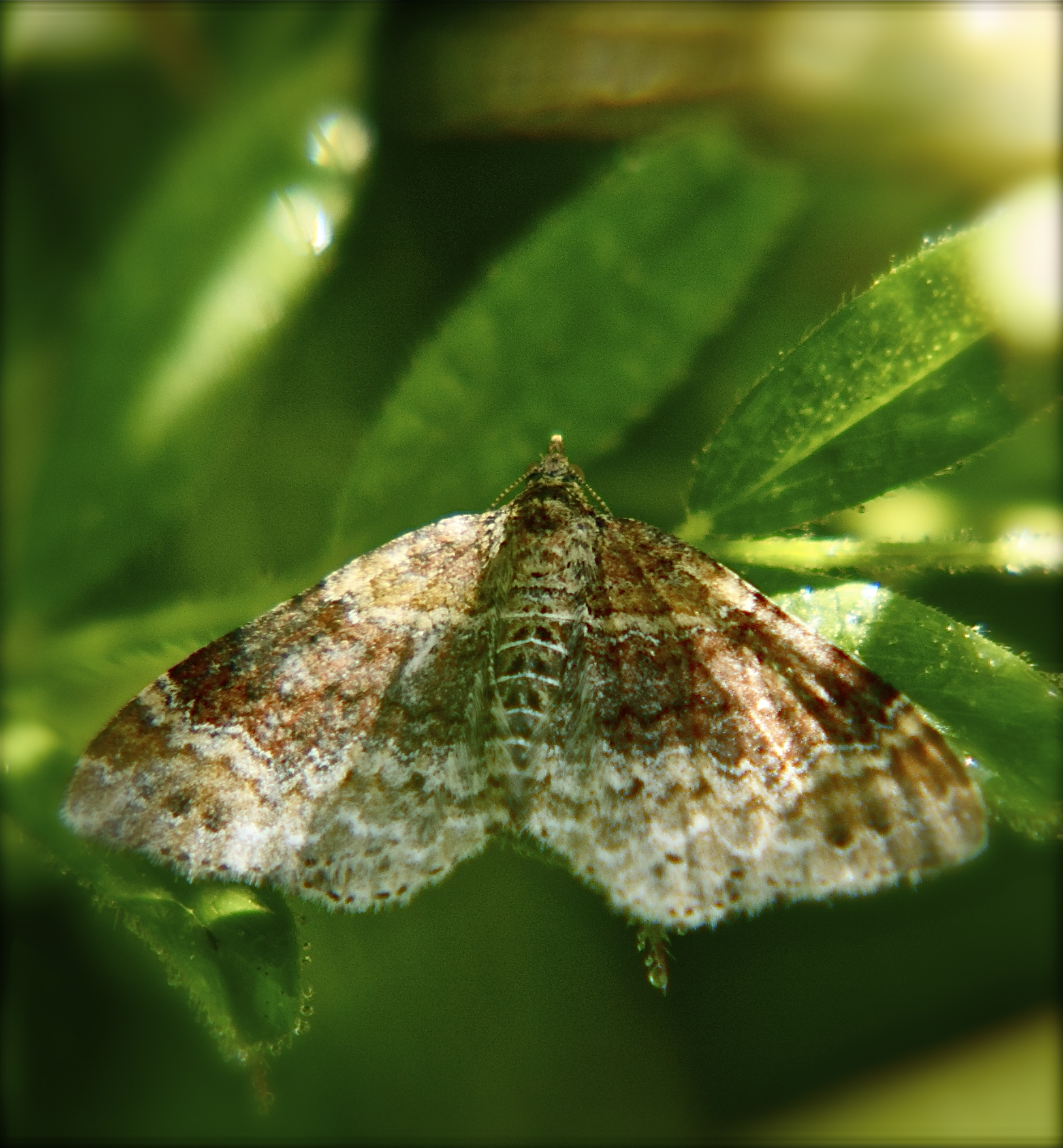
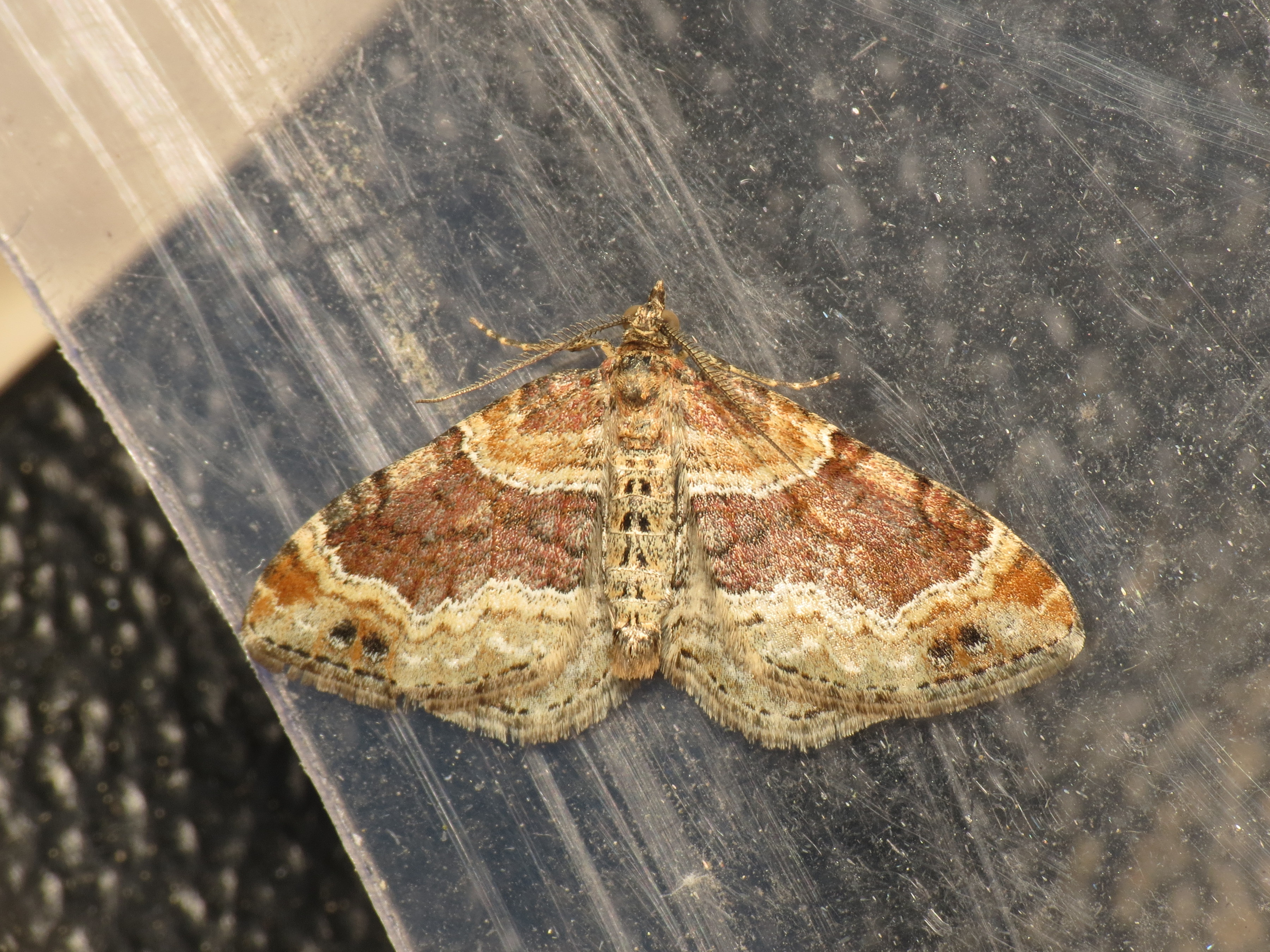
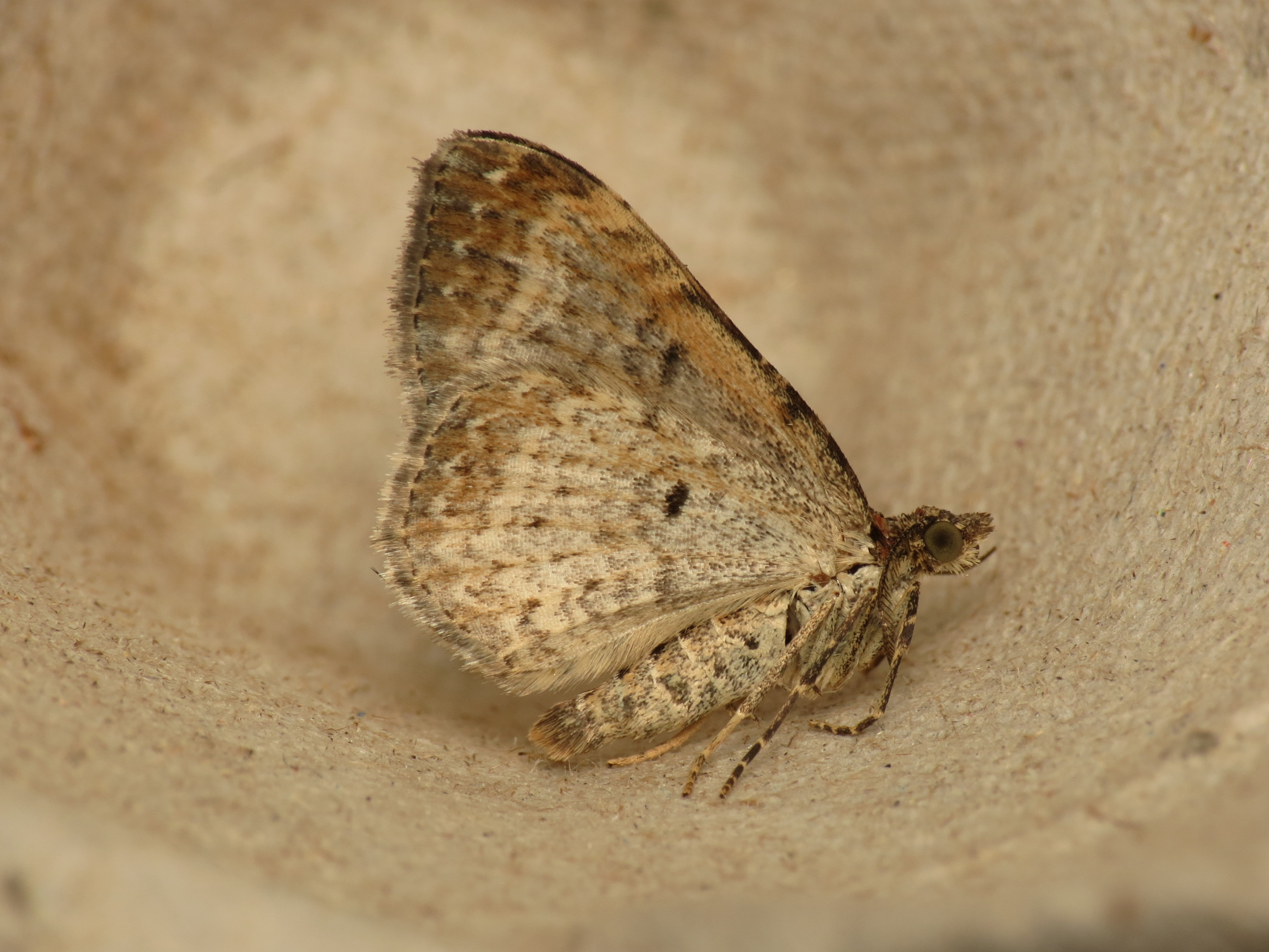
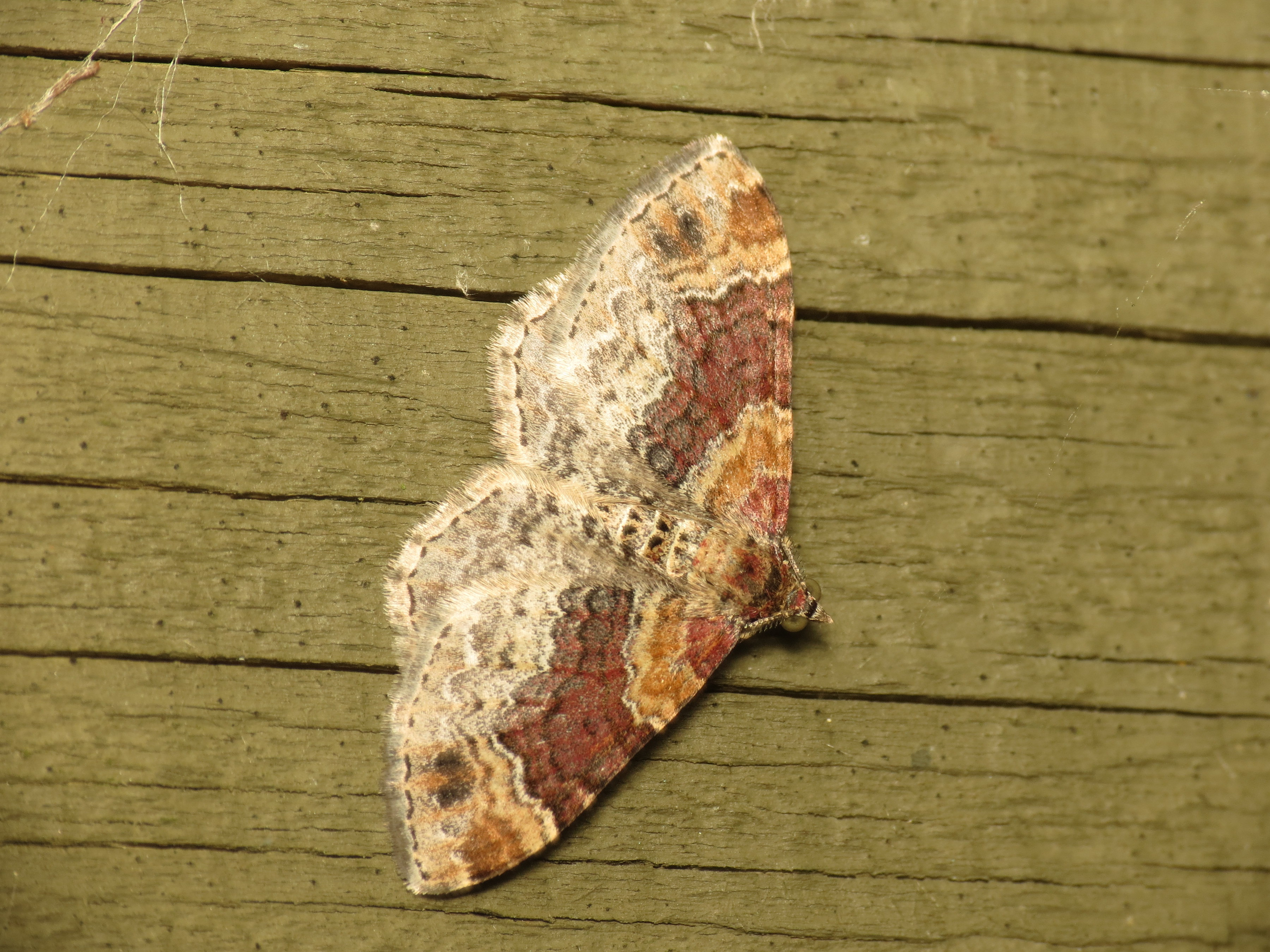